# 李芳 (萬曆進士)
李芳（1552年—1611年），字本植，號实軒，山東省濟南府濱州霑化縣人，軍籍，治《易經》。

## 生平
十一月十六日生，行一，由縣學生中式萬曆七年（1579年）己卯科山東鄉試第五十六名舉人，年二十九歲中式萬曆八年（1580年）庚辰科會試第一百三十四名，第二甲第三十六名進士。户部觀政，九年授景州知州，十四年升刑部员外郎，十七年升郎中，二十年官南阳府知府，二十三年调补大同府知府，二十五年加升山西副使，仍管府事，二十六年九月升山西按察司副使，二十九年四月升山西右参政，三十二年遷本省按察使，同年加升右布政使，三十四年正月以閱視加恩，加升山西左布政使，管按察司事，支正二品俸，十二月以考察调简去职。三十八年三月起补四川左布政使兼副使，仍支正二品俸。

## 家族
曾祖李輔；祖李璉；父李先現，壽官；母孫氏　。具慶下，妻喬氏，繼妻周氏；弟李蘭；李芝；李莊；李芬。